# Battaglia dei nobili
La battaglia dei nobili (in arabo غزوة الأشراف‎?, Ghazwat al-Ashraf) è stato un importante scontro avvenuto nel 740, facente parte del più ampio quadro della grande rivolta berbera. Il risultato è stata un'importante vittoria berbera sugli arabi nei pressi di Tangeri. Durante la battaglia, numerosi aristocratici e capi arabi sono stati massacrati, e ciò ha portato alla battaglia a prendere il nome di "battaglia dei nobili".

## Panoramica
Il Maghreb nei primi anni del secolo VIII era sotto il governo degli Omayyadi. La grande rivolta berbera scoppiò nei primi mesi del 740 in Marocco occidentale, in risposta alle oppressive e ingiuste tasse imposte ai berberi, anche quelli convertiti all'islam, dal governatore Ubayd Allah ibn al-Habhab di Qayrawan, governatore dell'Ifriqiya, del Maghreb e al-Andalus. La ribellione berbera venne ispirata dai predicatori kharigiti della setta sufrita, che prometteva un nuovo ordine islamico puritano, senza discriminazione su base etnica o tribale, una prospettiva attraente per i berberi.
La rivolta iniziò sotto la guida del capo berbero Maysara al-Matghari. I ribelli berberi conquistarono Tangeri e gran parte del Marocco occidentale nella tarda estate del 740.
I Berberi avevano pianificato con attenzione la loro rivolta. Il grosso dell'esercito arabo-ifriqiyano, sotto il comando del generale Habib ibn Abi Ubayda al-Fihri, era in quel momento all'estero, in una spedizione per conquistare la Sicilia. Il governatore Ubayd Allah ibn al-Habhab inviò istruzioni ordinando a Habib di interrompere la spedizione e tornare con l'esercito in nordafrica, ma questo richiedeva del tempo. Così, nel frattempo, Ubayd Allah assemblò una colonna di cavalleria pesante composto da gran parte dell'élite aristocratica di Qayrawan, e lo mise sotto il comando di Khalid ibn Abi Habib al-Fihri (probabilmente il fratello di Habib). Questa colonna venne mandata subito a Tangeri con l'obiettivo di prendere tempo e rallentare i berberi, nell'attesa dell'arrivo della spedizione siciliana. Un secondo, più piccolo esercito di riserva, sotto Abd al-Rahman ibn al-Mughira al-Adhari, venne inviato a Tlemcen, incaricato di fronteggiare i ribelli, nel caso in cui fossero riusciti a penetrare nel Maghreb centrale.

## Primi scontri
Le forze di berbere di Maysara incontrarono la colonna di avanguardia araba di Khalid ibn Abi Habib da qualche parte nella periferia di Tangeri. Dopo delle brevi schermaglie, Maysara ordinò gli eserciti berberi di ritirarsi. Piuttosto che inseguirlo, Khalid ibn Abi Habib mantenne la cavalleria araba a sud di Tangeri, bloccando la città, in attesa dei rinforzi della spedizione siciliana.
Dopo la ritirata, ribelli berberi deposero e uccisero il loro leader, Maysara al-Matghari, e nominarono al suo posto un berbero Zanata, Khalid ibn al-Hamid al-Zanati.
Lo storico Ibn Khaldun sostenne che le forze arabe e quelle berbere si incontrarono nei pressi del fiume 'Shalif', che molti storici a lui successori hanno interpretato essere il fiume Chelif fiume nel centro dell'Algeria. Tuttavia, è altamente improbabile che l'esercito ribelle berbero fosse così lontano da Tangeri. Gli storici moderni suggeriscono che molto probabilmente Ibn Khaldun o i suoi successori fatto un errore nel collocamento del fiume. Charles-André Julien suggerì che Ibn Khaldun in realtà intendesse dire il fiume Sebou. Il cronista En-Nuweri riporta infatti che la battaglia avvenne al di fuori delle mura di Tangeri.

## Battaglia
Khalid ibn al-Hamid al-Zanati decise di attaccare immediatamente l'esercito arabo, prima dell'arrivo dei rinforzi dalla Sicilia, ottenendo una vittoria decisiva, massacrando il grosso della nobiltà araba dell'Ifriqiya.

## Conseguenze
La notizia della strage dei nobili si diffuse rapidamente. L'esercito di riserva di Ibn al-Mughira a Tlemcen cadde nel panico. Vedendo predicatori sufriti ovunque intorno alla città, le truppe si diedero una serie di massacri indiscriminati, provocando una rivolta massiccia nella città fino ad allora rimasta neutrale.
L'esercito di ritorno dalla spedizione siciliana di spedizione di Habib ibn Abi Ubayda arrivò troppo tardi per impedire il massacro dei nobili. Rendendosi conto che non erano in grado di fermare i berberi da soli, si ritirarono a Tlemcen per raccogliere rinforzi, solo per poi scoprire che anche quella città era ormai allo sbando e che le truppe erano state uccise o erano fuggite.
Habib ibn Abi Ubayda raccolse ciò che rimaneva dell'esercito in prossimità di Tlemcen (o forse nella lontana Tiaret), e mandò a Damasco una richiesta di aiuto.
Il Califfo omayyade Hisham ibn 'Abd al-Malik, sentendo quelle notizie impressionanti, si dice avesse esclamato: "Per Dio, scatenerò contro di loro certamente il furore, con un furore arabo, e manderò contro di loro un esercito la cui testa comincerà lì dove essi si trovano e la cui coda sarà qui dove io mi trovo!"
Nel mese di febbraio, 741, il califfo omayyade nominò Kulthum ibn Iyad al-Qasi nuovo governatore dell'Ifriqiya. Kulthum venne con un esercito arabo di 30 000 soldati del dipartimento siriano, ciò porterà all'ancor più importante battaglia di Baqdura alla fine del 741.